# Sturer Emil
El 12,8;cm Selbstfahrlafette auf VK30.01(H) "Sturer Emil" (de l'alemany "Stubborn Emil") era una arma antitancs autopropulsada de la Segona Guerra Mundial. Va ser basada en el disseny de Henschel del VK30.01 xassís i armat amb un canó Rheinmetall 12,8 cm K L/61 (basat en el 12,8 cm FlaK 40). Aquesta arma podia girar 7° en cada costat, elevar-se 10° i tenia una depressió de -15°. Portava 15 bales per a l'arma principal.

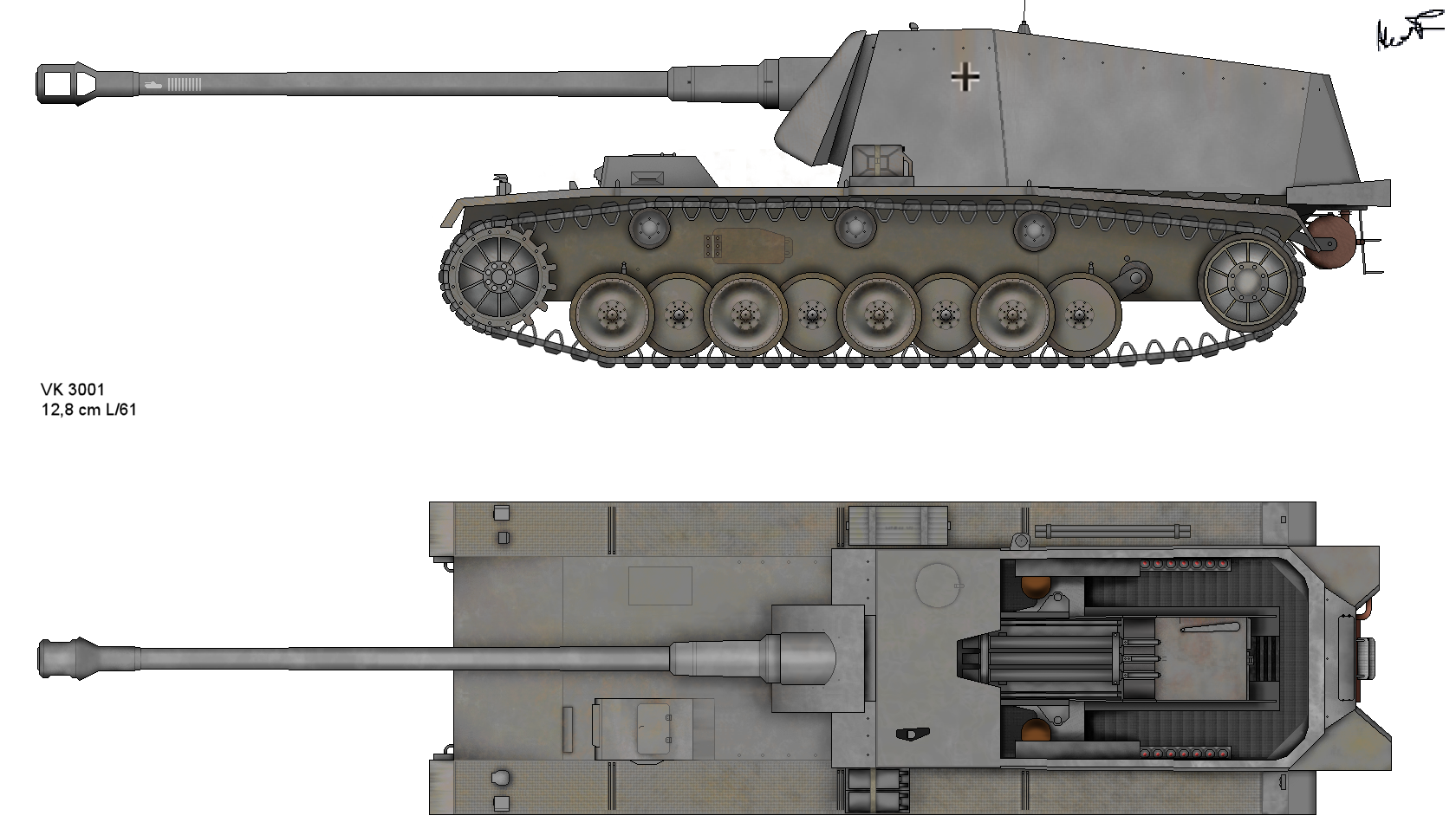
Un artista dibuixant un Sturer Emil.

El xassís era el del projecte cancel·lat de Henschel del VK30.01 (Tiger I P) del programa de tancs pesats, pero el buc va ser allargat amb una roda més per poder portar aquella arma, que estava muntada en el pedestal del motor. Un buc obert per al combat, obert per dalt, va ser fet per protegir la tripulació d'armes de petit calibre, que es va posar al mateix lloc on devia estar la torreta del VK30.01.
Dos vehicles (més tard anomenats Max i Moritz) van ser construïts, i els dos van ser utilitzats en el front de l'est. Un va ser destrossat i l'altre capturat a Stalingrad el gener de 1943, amb 31 marques de morts al canó. Aquest vehicle capturat està exposat actualment al museu de tancs de Kubinka.